# Аравансай
Араванса́й  (узб. Aravonsoy/Aravonsoy) або Арава́н — річка у Ферганській долині, що протікає по території Узбекистану та Киргизстану. В даний час впадає в канал Шахріхансай (проведений по її руслу в пониззі).
У верхній течії (до злиття з притоком Акарт) сай зветься Гезарт, далі (до злиття з притоком Киргизату) — Чиле, потім (до злиття з притоком Косчан) — Ішкеджан.

## Загальний опис
Довжина річки складає 90 км, а площа басейну - 464 км.
За своїм режимом Аравансай є характерною річкою льодовикового харчування. У його басейні знаходиться 18 порівняно великих льодовиків загальною площею 49,1 км. Повноводний період триває з березня до вересня. У період вегетації 80% стоку річки прямує на зрошення посівів. У значній частині харчування є сніговим або посідає підземні води (останні становлять близько 1/3 річного стоку). У пониззі річка є незамерзаючою, однак у літні періоди часто пересихає через розбір вод на іригаційні потреби.

## Течія річки
Гезарт утворюється від льодовика Гезарт на хребті Кічик-Алай (Киргизстан), на висоті близько 3950 м. У гірській частині утворює вузькі та глибокі ущелини. Пройшовши гірську ділянку, тече в Наукатській улоговині, де розташований перший конус виносу річки. Тут Чиле вбирає притоки Киргизату та Косчан, набуваючи назви Аравансай. Потім річка прорізає невеликий гірський хребет Кара-Чатир. 
Долина сая на цій ділянці 3 рази змінює ширину, зменшуючись при проходженні через вапнякові масиви та збільшуючись у сланцевих. Нижче Кара-Чатира річка опиняється на рівнинній території Ферганської долини, де її стік практично повністю прямує на зрошення через канали-відводи.
У пониззі на березі Аравансая стоїть селище міського типу Араван. Потім сай перетинає державний кордон Киргизстану та Узбекистану, виходячи до Асакинського району Андижанської області. Тут його води також використовують для поливу.
На передустяній ділянці річка через розбір стоку зазвичай повністю зневоднюється, і в літні місяці пролягає у вигляді сухого русла. Між кишлаками Кулла і Бешмурза Аравансай впадає в канал Шахріхансай, прокладений далі по історичному руслу річки.
1. 1 2  GEOnet Names Server — 2018.